# مارك سيمبسون (ملحن)
مارك سيمبسون (بالإنجليزية: Mark Simpson) هو ملحن بريطاني، ولد في 26 سبتمبر 1988 في ليفربول في المملكة المتحدة.

## وصلات خارجية
- الموقع الرسمي
- مارك سيمبسون على موقع ميوزك برينز (الإنجليزية)
- مارك سيمبسون على موقع أول ميوزيك (الإنجليزية)
- مارك سيمبسون على موقع ديسكوغز (الإنجليزية)